# Нафтопровід Одеса — Броди

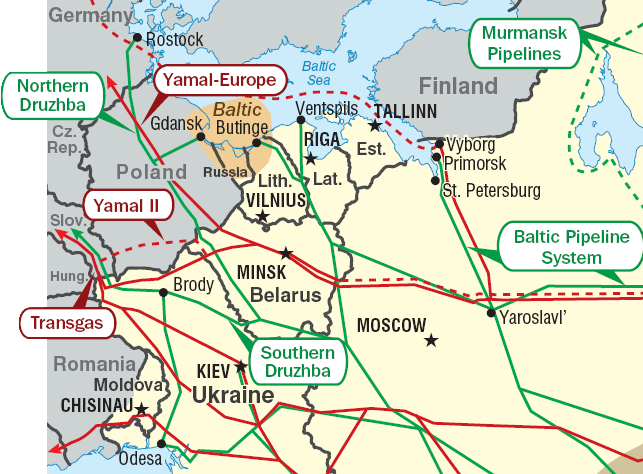
Нафтопровід Одеса-Броди на карті трубопроводів Східної Європи.

Нафтопровід Одеса — Броди нафтогін, побудований між містом Одеса на Чорному морі і містом Броди у Львівській області, де приєднанний до нафтогону «Дружба». Експлуатаційна довжина — 674 км, проєктна потужність — 14,5 млн тонн нафти на рік.

## Історія проєкту
Нафтогін планувалося використовувати для транзиту каспійської нафти в Центральну Європу, минаючи територію Росії, з перспективою до портів Балтійського моря. Нафтогін будувався протягом 1996—2001років. Після завершення будівництва нафтогін три роки не використовувався, після чого було ухвалено рішення щодо використання його в реверсному режимі. Нафта з нафтогону «Дружба» перекачується до терміналів українського порту «Південний». Вартість будівництва — 550 млн гривень.

## Використання
Станом на 13 травня 2005 року:
- загальний обсяг транспортування нафти за 2004 рік становить 1049,5 тис. тонн.
- за січень — квітень 2005 р. в порту МНТ «Південний» було відвантажено у танкери близько 1770,9 тис. тонн нафти;
- у травні 2005 р. було заплановано перекачати 729 тис. тонн нафти.

## Перспективи
Існує план добудови нафтогону від Бродів до польського міста Адамова Застава. Після добудови нафтогону планується запустити в аверсному режимі для перекачки каспійської нафти на НПЗ в Польщі і далі на балтійські нафтотермінали.
За угодою щодо співробітництва в енергетичному секторі, підписаному у Вільнюсі 10 жовтня 2007 року на енергетичному саміті ГУАМ в присутності президентів країн-учасниць, проект добудови нафтогона може бути завершено. Був підписаний корпоративний договір між державними нафтовими і нафтотранспортними компаніями Азербайджана (SOCAR), Грузії (Georgian Oil and Gas Corporation), Литви (Klaipedos Nafta), Польщі (PERN Przyjazn) і України (АТ «Укртранснафта») про приєднання до спільного польсько-українського підприємства «Сарматія».
За цією угодою каспійська нафта повинна транспортуватися через Азербайджан, Грузію, Україну, Польщу. Маршрут транспортування нафти має такий вигляд: азербайджанська нафта поступає в грузинський порт «Супса» по наявній системі нафтогонів, далі транспортується танкерами в одеський порт «Південний» і далі в Європу нафтогоном «Одеса — Броди».
«Сарматія» була створена 12 липня 2004 року «УкрТрансНафтою» і PERN Przyjazn для отримання інвестицій для добудови нафтогона «Одеса — Броди» до польського міста Плоцьк.

### Нафта для Білорусі
Після тиску Росії на Білорусь і низки економічних і тарифних воєн Білорусь стала шукати альтернативу російській нафті, щоб диверсифікувати постачання. На поміч Лукашенку прийшов Уго Чавес. Системою міжнародних взаємозамін венесуельська нафта була замінена на азербайджанську (за своп-схемами з Венесуелою). 2010 року ця нафта постачалася на білоруські НПЗ цистернами. У листопаді 2010 року нафтопроводом успішно було прокачано пробну партію нафти марки Urals в обсязі 80 тис. тонн в аверсному режимі.
17 січня 2011 компанія «Укртранснафта» і Білоруська нафтова компанія домовилися про надання послуг із транспортування легкої нафти в обсязі 4 млн тонн на рік нафтопроводом «Одеса-Броди» до 2013 року. Договір підписано на 2 роки з можливою подальшою його пролонгацією за згодою сторін. Договір передбачає гарантії транзиту не менш як 4 млн тонн на рік з можливим збільшенням до 8 млн тонн у рік. 13 лютого 2011 почалося регулярне транспортування нафти сорту Azeri Light нафтопроводом «Одеса — Броди» в аверсному режимі На момент початку перекачування нафтопроводи «Одеса-Броди» і «Дружба» наповнені технологічною нафтою Urals (430 тисяч тонн і 120 тисяч тонн відповідно). У міру надходження каспійської сировини, російська нафта буде витіснятися із цих трубопроводів, зокрема для подальшої переробки на білоруських НПЗ із врахуванням коефіцієнту якості.
«Укртранснафта» зазначає, що поставки каспійської нафти в аверсному режимі підвищують рівень завантаження нафтотранспортної системи, зміцнюють енергетичну безпеку України, країн регіону і Європи в цілому, а також підтверджують роль України як надійної країни-транзитера і посилюють її статус як одного із ключових факторів у сфері диверсифікованості поставок енергоресурсів у Каспійсько-Чорноморському регіоні.
Прогнозується, що поставка азербайджанської нафти на нафтопереробні підприємства «Нафтохімік Прикарпаття» (Івано-Франківська область) і НПК «Галичина» (Львівська область) почнеться після витиснення технологічної нафти, цей процес може завершитися до квітня 2011.

## Виноски
1. ↑  Україна почала транзит нафти по «Одеса-Броди». Архів оригіналу за 29 червня 2011. Процитовано 15 лютого 2011.